# United States Space Command
Lo United States Space Command (USSPACECOM) è un Comando Unificato  delle Forze armate degli Stati Uniti responsabile per lo Spazio oltre i 100km di quota. Dipende dal Dipartimento della Difesa degli Stati Uniti. Il suo quartier generale è situato presso 
la Peterson Air Force Base, in Colorado.

## Struttura

### Combined Force Space Component Command (CFSCC),Vandenberg Air Force Base,California
- Combined Space Operations Center (CSpOC), Vandenberg Air Force Base, California
- Missile Warning Center (MWC), Cheyenne Mountain Air Force Station, Colorado
- Joint Overhead Persistent Infrared Center (JOPC), Buckley Space Force Base, Colorado
- Joint Navigation Warfare Center (JNWC), Kirtland Air Force Base, Nuovo Messico

### Joint Task Force Space Defense (JTF-SD),Schriever Space Force Base,Colorado
- National Space Defense Center (NSDC), Schriever Space Force Base, Colorado

### Componenti di Servizio
- Spaces Operations Command
- First Air Force
- United States Army Space and Missile Defense Command/Army Forces Strategic Command - USASMDC/ARSTRAT
- United States Fleet Cyber Command